# France-Albert René

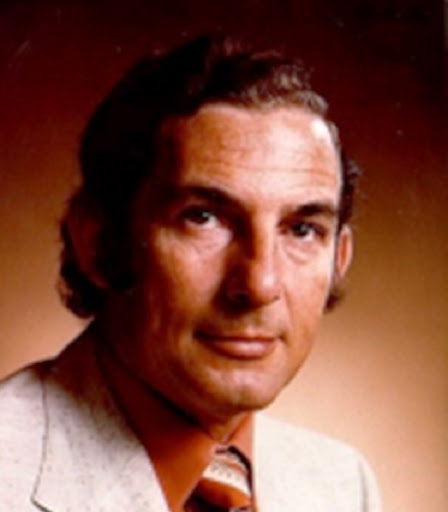
France-Albert René (1970er)

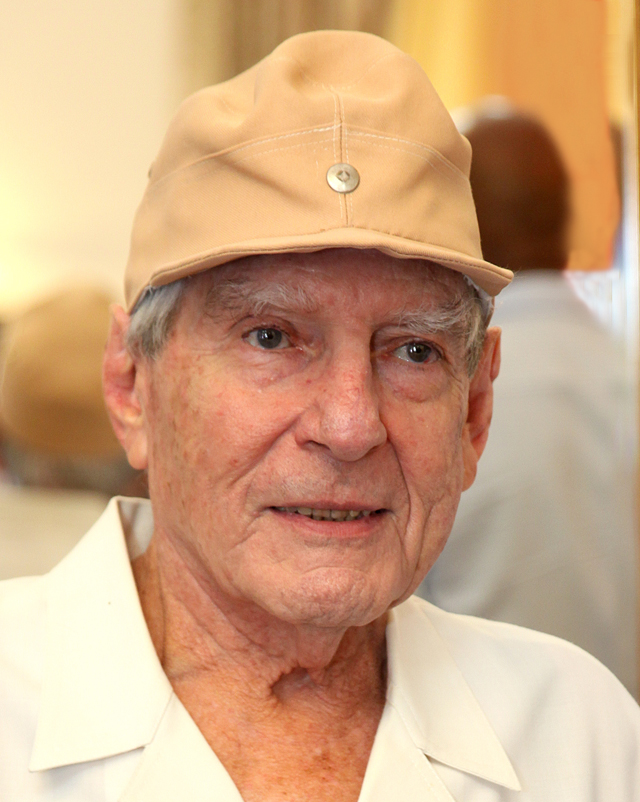
France-Albert René (2014)

France-Albert René (oft zu Albert René abgekürzt; * 16. November 1935 auf Mahé; † 27. Februar 2019 ebenda) war von 1977 bis 2004 Präsident der Seychellen.

## Frühe Jahre
Der Sohn eines Plantagenverwalters wuchs auf dem Farquhar-Atoll auf. Die Familie gehörte nicht zur Oberschicht, trotz ihrer europäischen Herkunft. Mit Hilfe von Stipendien konnte René die höhere Schule auf Mahé besuchen und studierte in Großbritannien Rechtswissenschaften am Saint Mary’s College und am King’s College London sowie in der Schweiz, bevor er von 1957 bis 1961 als Rechtsanwalt in Victoria, der Hauptstadt der Seychellen, tätig war. Politisch orientierte er sich an der Labour Party, die zu seiner Londoner Zeit von Clement Attlee und später Hugh Gaitskell geführt wurde. Sein Idealbild war zunächst eine moderat sozialistische Ideologie mit gleichzeitig enger Verbindung zu konservativen Kräften wie der römisch-katholischen Kirche. Ursprünglich war Priester sein Berufswunsch, er distanzierte sich aber später von der Kirche, als diese seine Politik kritisierte.

## Politiker
1964 gründete er die Seychelles People’s United Party (SPUP), die der im selben Jahr gegründeten konservativen Seychelles Democratic Party (SDP) von James Mancham gegenüberstand. Die SDP gewann 1967 die ersten Wahlen der zu Großbritannien gehörenden Inseln und siegte auch im November 1970, als sie 10 Mandate erhielt und Renés SPUP 5. Er selbst gewann bei dieser Wahl auch einen Sitz. Bei den auf Jahrzehnte hinaus letzten freien Wahlen im April 1974 erhielt die SDP 13 und die SPUP 2 Sitze. Im Gegensatz zu Mancham war René frühzeitig ein Befürworter der Unabhängigkeit.
Am 29. Juni 1976 wurde Mancham mit der Unabhängigkeit des Landes Präsident und René sein Premierminister. Beider Zusammenarbeit endete am 5. Juni 1977, als der zu einer Gipfelkonferenz des Commonwealth nach London gereiste Mancham in einem Putsch abgesetzt wurde und René seinen Platz einnahm.

## Präsident
Seine 1978 in Seychelles People’s Progressive Front (SPPF) umbenannte Partei wurde im folgenden Jahr zur Einheitspartei, die maßgeblich aus dem Ausland, v. a. aus Tansania, Algerien, Libyen und der DDR, finanziert wurde. Bei den Präsidentschaftswahlen im Juni 1979, am 17. Juni 1984 und im Juni 1989 wurde er ohne Gegenkandidaten im Amt bestätigt. Die Parlamentswahlen vom Juni 1979, 7. August 1983 und 5. Dezember 1987 brachten seiner Partei sämtliche Sitze.

### Außenpolitik
Am 25. November 1981 scheiterte ein Umsturzversuch gegen ihn. Eine Gruppe von Söldnern unter Führung von „Mad“ Mike Hoare, meist aus Südafrika und Rhodesien, reiste als Touristen getarnt auf die Inseln. Die Sicherheitskräfte bemerkten die Waffen der Reisenden, von denen die meisten nach einem Feuergefecht entkommen konnten. Eine Untersuchung der Vereinten Nationen machte Südafrika für den Vorfall verantwortlich. Unter Verdacht gerieten auch der im englischen Exil lebende Ex-Präsident Mancham sowie die USA. Das Verhältnis Renés zu den Amerikanern wurde durch seinen sozialistischen Kurs und wegen seiner Opposition gegen den Ausbau der weiterhin britischen Insel Diego Garcia zu einer Militärbasis belastet. Südafrika kaufte die gefangen genommenen Söldner für rund drei Millionen US$ frei. Weitere Versuche, René zu stürzen, scheiterten 1986 und 1987. Er pflegte gute Beziehungen zu Tansania, Nordkorea und der Sowjetunion, ohne sich allerdings allzu eng mit dem damaligen Ostblock einzulassen.

### Innenpolitik
René legte auf hohe Ausgaben für Bildung, Gesundheitswesen und Umwelt Wert. Im Vergleich zu den übrigen afrikanischen Staaten schnitten die Seychellen bei Kindersterblichkeit, Alphabetisierungsrate, Durchschnittseinkommen und Lebensstandard gut ab. Auf Widerstand traf der Zwang, dass alle Sekundärschüler dem staatlichen National Youth Service beizutreten hatten, der den Jugendorganisationen des damaligen Ostblocks nachempfunden war. Wie sein Vorgänger Mancham setzte er auf den Ausbau des Tourismus. Um die Sozialausgaben zu finanzieren, förderte René auch die Ansiedlung internationaler Banken und baute einen Offshore-Finanzplatz auf. Trotz der gelegentlichen Umsturzversuche galt sein Regime durch den Interessensausgleich von Sozialismus und Kapitalismus als stabil.
Während Renés Amtszeit wurden die Seychellen immer wieder wegen Missachtung der Menschenrechte, Folter, Korruption und des Einparteiensystems kritisiert. Viele Oppositionelle suchten in anderen Ländern Zuflucht. Seine Regierung wurde auch mit dem Tod des prominenten Oppositionellen Gérard Hoarau in London in Verbindung gebracht.

### Demokratisierung
Im Zuge der allgemeinen Demokratisierung der afrikanischen Staaten gab er ab 1991 den Einparteienstaat auf. Die ersten Mehrparteienwahlen seit 1974 fanden vom 20. bis 23. Juli 1993 statt. Bei den Präsidentschaftswahlen setzte er sich mit 59,5 % gegen den im Vorjahr aus dem Exil zurückgekehrten Mancham durch. Die Parlamentswahlen gewann seine Partei mit 27 der 33 Sitze. Fünf Jahre später erhielt er bei den Wahlen vom 20. bis 22. März 1998 66,67 % der Stimmen vor Wavel Ramkalawan von der Seychelles National Party (SNP) mit 19,53 % und Mancham mit 13,8 %. Die SPPF blieb mit 30 von 34 Sitzen die dominierende Partei. Seine letzte Wahl bestritt er vom 31. August bis 2. September 2001. Er siegte diesmal mit 54,19 %, während Wavel Ramkalawan 44,95 % erhielt. Seine Partei gewann 23 der 34 Sitze. Am 24. Februar 2004 kündigte er seinen Rücktritt zugunsten seines alten Gefolgsmannes und seit 1996 amtierenden Vizepräsidenten James Alix Michel an. Der Amtswechsel fand am 14. April 2004 statt.